# Lavoir de la Digue (Magny-en-Vexin)

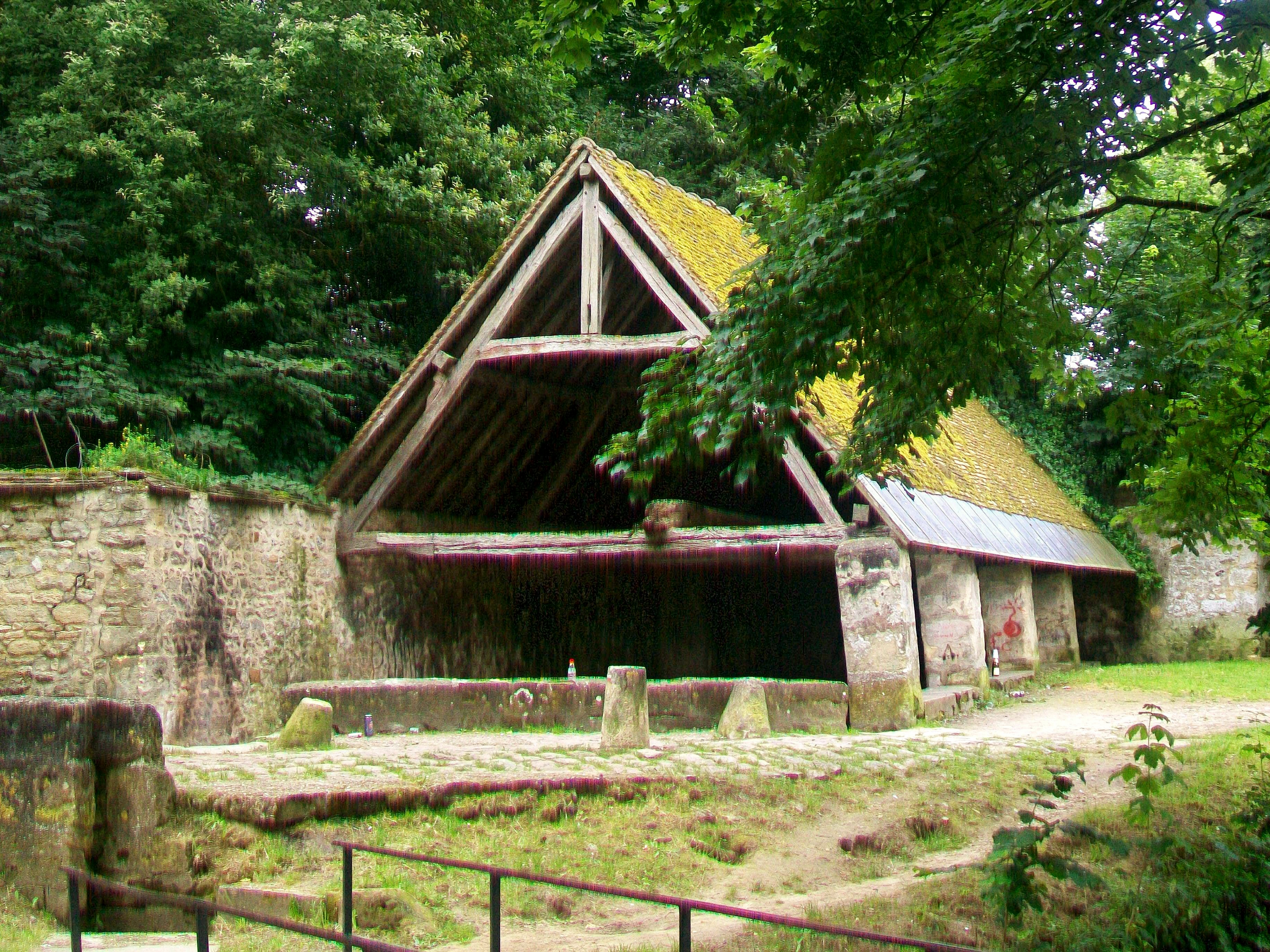
Waschhaus in Magny-en-Vexin

Das Lavoir de la Digue (deutsch Waschhaus am Damm) in Magny-en-Vexin, einer französischen Gemeinde im Département Val-d’Oise in der Region Île-de-France, wurde im 17. Jahrhundert errichtet.  
Das öffentliche Waschhaus am Boulevard des Chevaliers ist das älteste von drei erhaltenen Waschhäusern in Magny-en-Vexin und eines der ältesten im Vexin. Das längliche Wasserbecken wird von einem Dachstuhl überspannt, der auf Steinpfeilern bzw. Mauern ruht.